# خاندان اسپندیار
خاندان اسپندیار یا اسفندیار (به پارسی میانه: 𐭮𐭯𐭭𐭣𐭩𐭲)؛ یکی از هفت خاندان ممتاز در دوره شاهنشاهی ساسانی بود. این خاندان هم همچون خاندان مهران در ری نشیمن داشت. که همین موضوع باعث شده تا تئودور نلدکه این خاندان و خاندان مهران را یکسان در نظر بگیرد. این خاندان، ادعا داشتند که از نژاد اسفندیار، پسر گشتاسپ بودند که زرتشت در دوران او ظهور کرد و از نخستین گروندگان به این دین بود و در گسترش این دین تلاش بسیار کرد. شاهین بهمن‌زادگان از نامدارترین کسان این خاندان بود که در دوره خسرو پرویز، یکی از سپهبدهای ایران بود و پیروزی‌های بسیاری به‌دست‌آورد.
طبری ریشهٔ این خاندان‌ها را به شاه گشتاسپ کیانی برمی‌گرداند. از این میان، سه خاندان را به لقب الفهلوی (پهلوی، پارتی) می‌خواند. یکی خاندان کارن در دماوند، دیگری خاندان سورن در سیستان و سوم خاندان اسفندیار در ری. از آنجا که طبری نامی از خاندان مهران، یکی از هفت خاندان، که در ری بوده، نمی‌برد، احتمالاً اسفندیار همان مهران است. مهرنرسه وزیر بزرگ یزدگرد یکم، بهرام پنجم و یزدگرد دوم، که به ساختن چندین آتشگاه و کاخ شناخته شده‌است، همگی از دودمان اسفندیار هستند. از دیگر چهره‌های بزرگ این خاندان می‌توان از پسر مهرنرسه یعنی زروان‌داد، آموزگار بزرگ مذهبی (هیربدانْ هیربد) در زمان بهرام پنجم، و نیز ماه‌آذر گشنسپ، مسئول کارهای مالی در زمان بهرام پنجم، و کارداریگان، فرماندهِ ارتش (ارتشتاران سالار)، نام برد.